# Buffalo (Dakota del Nord)
Buffalo és una població dels Estats Units a l'estat de Dakota del Nord. Segons el cens del 2000 tenia 209 habitants.

## Demografia
Segons el cens del 2000, Buffalo tenia 209 habitants, 96 habitatges, i 57 famílies. La densitat de població era de 322,8 hab./km².
Dels 96 habitatges en un 22,9% hi vivien nens de menys de 18 anys, en un 55,2% hi vivien parelles casades, en un 1% dones solteres, i en un 39,6% no eren unitats familiars. En el 35,4% dels habitatges hi vivien persones soles el 26% de les quals corresponia a persones de 65 anys o més que vivien soles. El nombre mitjà de persones vivint en cada habitatge era de 2,18 i el nombre mitjà de persones que vivien en cada família era de 2,83.
Per edats la població es repartia de la següent manera: un 22% tenia menys de 18 anys, un 2,9% entre 18 i 24, un 28,7% entre 25 i 44, un 20,6% de 45 a 60 i un 25,8% 65 anys o més.
L'edat mediana era de 43 anys. Per cada 100 dones de 18 o més anys hi havia 91,8 homes.
La renda mediana per habitatge era de 31.250 $ i la renda mediana per família de 45.625 $. Els homes tenien una renda mediana de 27.917 $ mentre que les dones 18.333 $. La renda per capita de la població era de 19.021 $. Cap de les famílies i el 6% de la població estaven per davall del llindar de pobresa.

## Poblacions més properes
El següent diagrama mostra les poblacions més properes.